# Пратьягара
Пратьягара — п'ятий щабель раджа-йоги, опанування чуттів. Це міст, що з'єднує перші чотири зовніші щаблі йоги з трьома вищими — сам'ямою.
На стадії пратьягари садхака вчиться замикати свою свідомість на внутрішньому таким чином, щоб сигнали від органів чуття: смаку, дотику, зору, слуху та запаху, не досягали відповідних центрів у мозку, що підготовлює його до наступних стадій йоги — дгарани (зосередження), дг'яни (медитації) та самадгі — поглинання абсолютом.